# Baptistina (planetoïde)
(298) Baptistina is een planetoïde in de planetoïdengordel tussen de banen van de planeten Mars en Jupiter. Baptistina is tussen de 13 en 30 km groot en voltooit in 3,406 jaar een omloop rond de zon, in een elliptische baan. De gemiddelde afstand tot de zon tijdens een omloop is ongeveer 2,264 AE.

## Ontdekking
Baptistina werd op 9 september 1890 ontdekt door de Duitse sterrenkundige Auguste Charlois in Nice. Charlois ontdekte tussen 1887 en 1904 in totaal 99 planetoïden.

## Eigenschappen

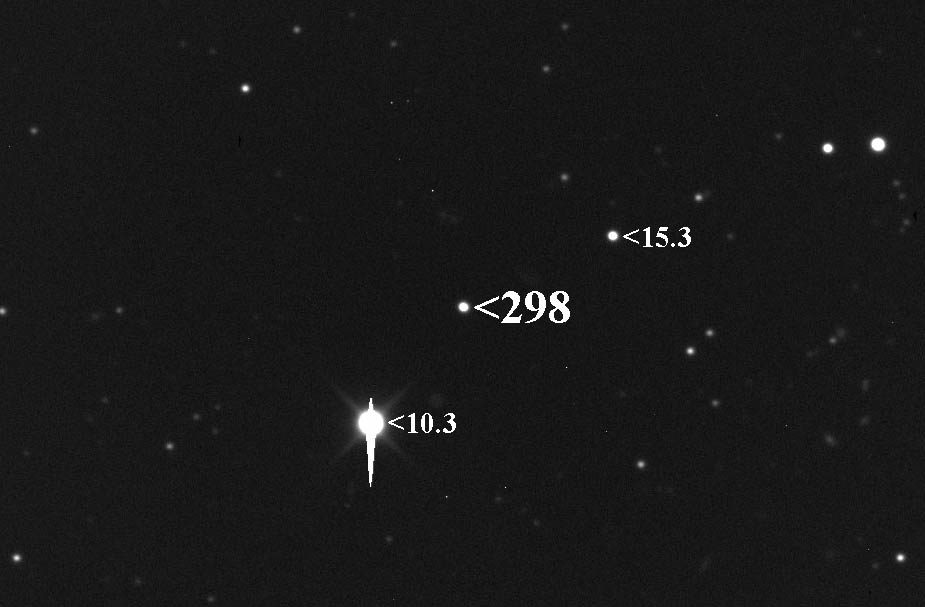
298 Baptistina door een 15 mm telescoop. De schijnbare magnitude is hier ongeveer +15,2.

Baptistina is het grootste lid van de Baptistinafamilie, een groep planetoïden met vergelijkbare banen. De familie is waarschijnlijk ontstaan door een grote botsing ongeveer 160 miljoen jaar geleden, waarbij een planetoïde van rond de 170 km groot in fragmenten uiteen brak. Bij de botsing ontstonden ongeveer 100.000 fragmenten met een grootte van meer dan 1 km, waarvan ongeveer 300 met een grootte van meer dan 10 km.
Ongeveer 2% van de brokstukken werd door de zwaartekracht van Mars en Jupiter naar de binnenste delen van het zonnestelsel geslingerd. Een van de objecten was waarschijnlijk de meteoriet die 65 miljoen jaar geleden op aarde insloeg en het uitsterven van de dinosauriërs veroorzaakte. Ook de inslagkrater Tycho op de maan ontstond waarschijnlijk door een inslag van een brokstuk uit dezelfde familie.
Baptistina's baan is ook vergelijkbaar met de planetoïden van de Florafamilie, maar dat is waarschijnlijk toevallig.